# Скайсгирите-Льяушкене, Аста
Аста Скайсгирите-Льяушкене (лит. Asta Skaisgirytė-Liauškienė; род. 20 февраля 1966, Вильнюс, Литовская ССР, СССР) — литовская государственная служащая и дипломат.

## Биография
Родилась 20 февраля 1966 года в Вильнюсе. В 1989 году окончила филологический факультет Вильнюсского университета с дипломом филолога со специализацией в английской филологии. В 1992—1993 годах изучала международные отношения в Международном институте государственного управления в Париже.
В 1989—1990 годах работала корреспондентом в еженедельнике «Возрождение». В 1990—1992 годах работала в группе по межпарламентским связям в Верховном Совете — Восстановленном сейме. В 1993—1994 годах занимала пост первого секретаря в отделе по Западной Европе Министерства иностранных дел Литвы. С 1994 по 1995 год служила в отделе по Северной Европе в том же министерстве. В 1995—1998 годах была советником правительства Литовской Республики по международным отношениям.
В 1998—2003 годах — посол Литвы во Франции (с 2002 года с одновременной аккредитацией в Тунисе). В 2003 году работала послом по особым поручениям в департаменте Европы Министерства иностранных дел Литвы. В 2003—2006 годах возглавляла департамент по персоналу в том же министерстве. В 2006—2009 годах — посол Литвы в Израиле.
15 июня 2009 года была назначена заместителем министра иностранных дел Литвы ответственным за участие в международных организациях, консульские услуги, отношения с литовской диаспорой, отношения с государствами Латинской Америки, Африки, Азии и Океании. Служила на посту до 2012 года.
В 2012—2017 годах — посол Литвы в Великобритании (с одновременной аккредитацией в Султанате Оман, Федеративной Демократической Республике Эфиопии и Португальской Республике).
С сентября 2017 по июль 2019 года была главой политического отдела Министерства иностранных дел Литвы. В 2019 году была назначена старшим советником президента Литовской Республики Гитанаса Науседа, став руководителем президентской группы по внешней политике.
Одна воспитывает сына.

## Награды
- Командор ордена «За заслуги перед Литвой» (2003)[2]
- Медаль Памяти 13 января.
- Командор ордена Почётного легиона (Франция).
- Великий офицер ордена «За заслуги» (Франция).
- Орден князя Ярослава Мудрого III степени (4 сентября 2023 года, Украина) — за весомый личный вклад в укрепление межгосударственного сотрудничества, поддержку государственного суверенитета и территориальной целостности Украины, популяризацию Украинского государства в мире[3].